# Pelochrista metria
Pelochrista metria is een vlinder uit de familie bladrollers (Tortricidae). De wetenschappelijke naam is voor het eerst geldig gepubliceerd in 1964 door Falkovitsh.
De soort komt voor in Europa.